# Zone de secours Ardennes flamandes
La zone de secours Ardennes flamandes (du nom de la sous région des Ardennes flamandes), en néerlandais Hulpverleningszone Vlaamse Ardennen, est l'une des 34 zones de secours de Belgique et l'une des six zones de la province de Flandre-Orientale.

## Caractéristiques

### Communes protégées
La zone de secours  couvre les 13 communes suivantes: 
Audenarde, Brakel, Herzele, Horebeke, Kluisbergen, Kruisem, Maarkedal, Renaix, Hautem-Saint-Liévin, Wortegem-Petegem, Zottegem et Zwalm.

## Casernes
Voir aussi : Liste des services d'incendie belges